# Кокия
Кокия (лат. Kokia) — род цветковых растений семейства Мальвовые (Malvaceae). 
Впервые род был описан американским ботаником Фредериком Льюисом Льютоном (исп. Frederick Lewis Lewton  1874—1959) в работе Smithsonian Miscellaneous Collections с типовым видом Kokia rockii. Прежде известные представители этого рода относили к хлопчатнику.
Известно около 4 видов, все являются эндемиками Гавайских островов. 
Один вид — Кокия Кука в дикой природе не встречается, сохранён в культуре из семян последнего экземпляра растения, происходящего с острова Молокаи.  
Список видов:
- Kokia cookei O.Deg. — Кокия Кука
- Kokia drynarioides (Seem.) Lewton [syn.  Kokia rockii Lewton] [syn.  Gossypium drynarioides Seem. basionym]
- Kokia kauaiensis (Rock) O.Deg. & Duvel
- Kokia lanceolata Lewton

|                                                                              |  |  |  |
| Kokia drynarioides: бутон, цветок, абаксиальная и адаксиальная стороны листа |  |  |  |